# Rus de Kíev

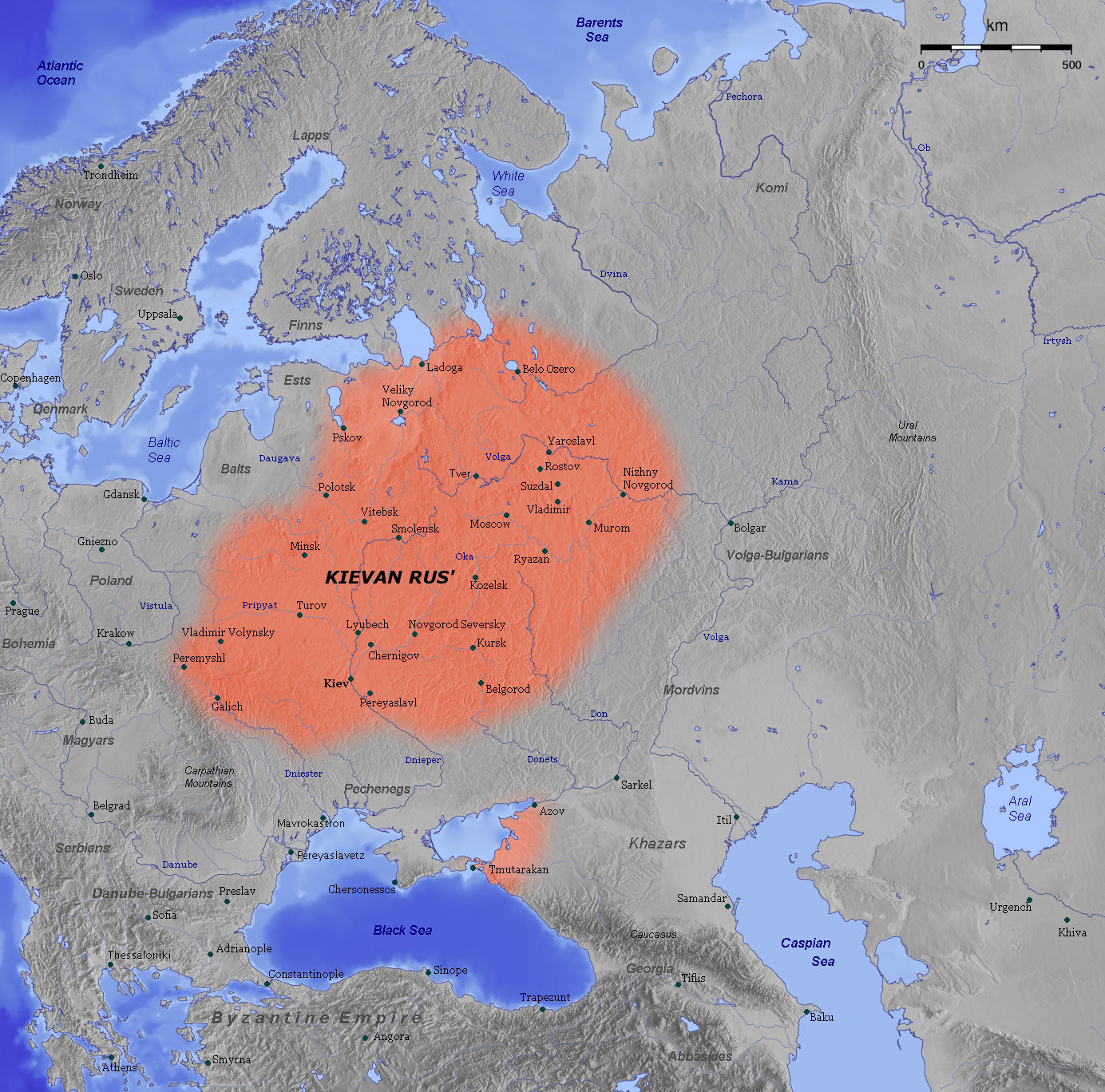
Mapa del Principat de Kíev,

La Rus de Kíev fou el primer estat eslau oriental, dirigit des de la ciutat de Kíev, ciutat capital de l'actual Ucraïna, des d'aproximadament 880 fins a mitjan segle xii. Els regnats de Vladímir el Gran (980-1015) i el seu fill Iaroslau I el Savi (1019-1054) van suposar l'edat d'or de Kíev, que va veure l'acceptació del cristianisme ortodox i la creació del primer codi o cos legal escrit en llengua paleoslava, la Rússkaia Pravda. La Rus de Kíev va ser l'estat europeu més extens de l'edat mitjana.

## Orígens de la Rus de Kíev
D'acord amb la Crònica Primària, la crònica més antiga de la Rus de Kiev, un vareg anomenat Rúrik (que vol dir 'falcó') es va establir a la ciutat de Nóvgorod (va ser elegit líder per diverses tribus eslaves i fineses) cap a l'any 860 abans de traslladar-se al sud i estendre la seva autoritat a Kíev. La Crònica es refereix a ell com a patriarca de la Dinastia ruríkida. Diu així:
L'any 6367 (859): Els varegs d'ultramar van rebre tribut dels txuds, eslaus, finesos del Volga, vepses, krivitxos, però els khàzars l'imposaren als polans, severians i viatitxis
L'any 6370 (862): Van provocar que els varegs tornessin de l'altre costat de la mar, van rebutjar pagar tribut i van acordar governar-se a si mateixos. Però no hi va haver llei entre ells, i cada tribu es va aixecar contra cada tribu. La discòrdia es va acarnissar així entre ells, i van començar a fer la guerra entre si. Es van dir: "Escollim un príncep que mani sobre nosaltres i que jutgi d'acord amb el costum." Així van anar més enllà dels mars als varegs, als rus. Aquests varegs eren anomenats rus, com altres eren anomenats els suecs, normands, angles i gots. Els txuds, eslaus, krivitxos i els vespes van dir llavors als rus: "La nostra terra és gran i rica, però no hi ha ordre en ella. Que vinguin a regnar prínceps sobre nosaltres". Tres germans, amb la seva parentela, es van oferir voluntaris. Van prendre amb ell a tots els seus i van venir. 
Aquests varegs es van assentar primer en el llac Ladoga, es van traslladar posteriorment a Nóvgorod i arribaren finalment a Kíev, on acabaren amb el tribut que els habitants de la ciutat pagaven als khàzars. La Rus de Kíev va ser fundada pel príncep Oleg (Helgu en les cròniques khàzars) cap a l'any 880. Durant els següents trenta-cinc anys, Oleg i els seus cavallers van dominar les diferents tribus eslaves i fineses. El 907 Oleg va dirigir un atac contra Constantinoble, i el 911 va signar un tractat comercial amb l'Imperi Romà d'Orient en igualtat de condicions. El nou estat de Kíev va prosperar pel seu control sobre la ruta des del Mar Bàltic al mar Negre i cap a Orient, a més de per la seva abundància en pells, cera d'abella i mel per a exportar.
Donada la tendència favorable a Escandinàvia en la Primera crònica russa, alguns historiadors eslaus han discutit el paper dels varegs en l'establiment de la Rus de Kíev. Durant el regnat de Sviatoslav I (945-972), els governants de Kíev van adoptar la religió eslava i noms eslaus, però la seva drujina continuà formada principalment per escandinaus. Les conquestes militars de Sviatoslav van ser impressionants: va clavar dos impactes mortals els seus dos veïns més poderosos: l'estat khàzar i Bulgària del Volga, que van caure poc després de les seves incursions.
Olga de Kíev, la regent de Kíev, va ser batejada a Constantinoble en 957, sent la primera governant en fer-ho.

## L'edat daurada de Kíev
La regió de Kíev va dominar el principat complet durant els següents dos segles. El gran príncep (veliki kniaz) de Kíev controlava les terres circumdants a la ciutat, i els seus familiars teòricament subordinats a ell governaven en altres ciutats i els pagaven tribut. L'apogeu del seu poder va arribar durant el regnat del príncep Vladímir (Vladímir el Gran, r. 980-1015) i el príncep Iaroslau (el Savi; r. 1019-1054). Els dos mandataris van continuar l'expansió del principat que havia començat sota el govern d'Oleg.
Vladímir va arribar al poder a Kíev després de la mort del seu pare Sviatoslav I el 972, en derrotar el seu germanastre Iaropolk al 980. Com a príncep de Kíev, el major èxit de Vladímir va ser la cristianització del principat, procés que va emprendre el 988. Els annals indiquen que quan Vladímir va decidir acceptar la nova fe en lloc del paganisme idòlatra eslau, va enviar alguns dels seus consellers i guerrers més propers a diferents països d'Europa. Després de visitar els catòlics, jueus i musulmans, van acabar a Constantinoble. Allà van quedar tan sorpresos per la grandesa de la basílica de Santa Sofia i els serveis litúrgics, que en aquell moment van decidir la fe oficial que adoptaria l'estat kievà. Després del retorn, va convèncer Vladímir que la fe dels grecs era la millor opció; Vladímir va emprendre un viatge a Constantinoble, on es casaria amb la princesa Anna, germana de l'emperador romà d'Orient Basili II.
L'opció pel culte oriental també va reflectir possiblement els estrets vincles amb l'imperi, que dominava el mar Negre i, per tant, la ruta comercial més important per a Kíev: el riu Dnièper. L'adhesió a l'Església ortodoxa oriental va tenir importants conseqüències polítiques, culturals i religioses a llarg termini. L'Església tenia una litúrgia escrita en ciríl·lic i una col·lecció d'escriptures traduïdes del grec per als pobles eslaus. L'existència d'aquesta literatura va facilitar la conversió al cristianisme dels eslaus orientals i els va iniciar en una rudimentària filosofia grega, en la ciència i la historiografia sense la necessitat d'aprendre grec antic, a diferència de la població culta de l'Europa occidental i central, que continuava fent servir el llatí. La independència de l'autoritat romana i la manca d'obligació d'aprendre llatí van fer que els eslaus orientals desenvolupessin la seva pròpia literatura i belles arts, substancialment diferents de les trobades en altres països ortodoxos.
Iaroslau, conegut com el Savi, va pugnar igualment amb els seus germans pel poder. Encara que va aconseguir imposar-se a Kíev l'any 1019 després de la batalla del riu Buh, no va ser reconegut com a líder en tot el principat fins al 1036. Com Vladímir, Iaroslau el Savi es va preocupar per establir relacions amistoses amb la resta d'Europa. Iaroslau va casar tres de les seves filles amb prínceps estrangers, exiliats, que van viure al seu palau: Isabel (Elizaveta) amb Harald III de Noruega (que va obtenir la seva mà per les seves gestes militars a l'Imperi Romà d'Orient); Anastàsia (Agmunda) amb el futur Andreu I d'Hongria, i la seva filla menor, Anna de Kíev, es va casar amb Enric I de França, que va regir en aquest país durant la minoria d'edat del seu fill. Una altra filla pot haver estat Àgata que es va casar amb Eduard l'Exiliat, hereu del tron d'Anglaterra, i que va ser mare d'Edgard Ætheling i santa Margarida. La seva filla gran Dobroniega o Dobronyeva (o, segons altres fonts, la seva germana) va contraure matrimoni amb Casimir I de Polònia, rei de Polònia. La neta de Iaroslau, Eupràxia (Adelaida), filla del seu fill Vsèvolod I, es va casar amb Enric IV del Sacre Imperi romanogermànic. Iaroslau també va pactar matrimonis per a la seva germana i les seves tres filles amb els reis de Polònia, França, Hongria i Noruega. Va fer construir el primer gran edifici del principat, l'església dels Delmes de Kíev, així com la catedral de Santa Sofia de Kíev i la catedral de Santa Sofia de Nóvgorod. Van patrocinar el clergat autòcton i el monaquisme, i se'ls atribueix també la fundació d'un sistema educatiu. Els fills de Iaroslau van alçar el gran conjunt monàstic de Kíevo-Petxersk, que va funcionar com a acadèmia eclesiàstica.

## L'apogeu dels centres regionals

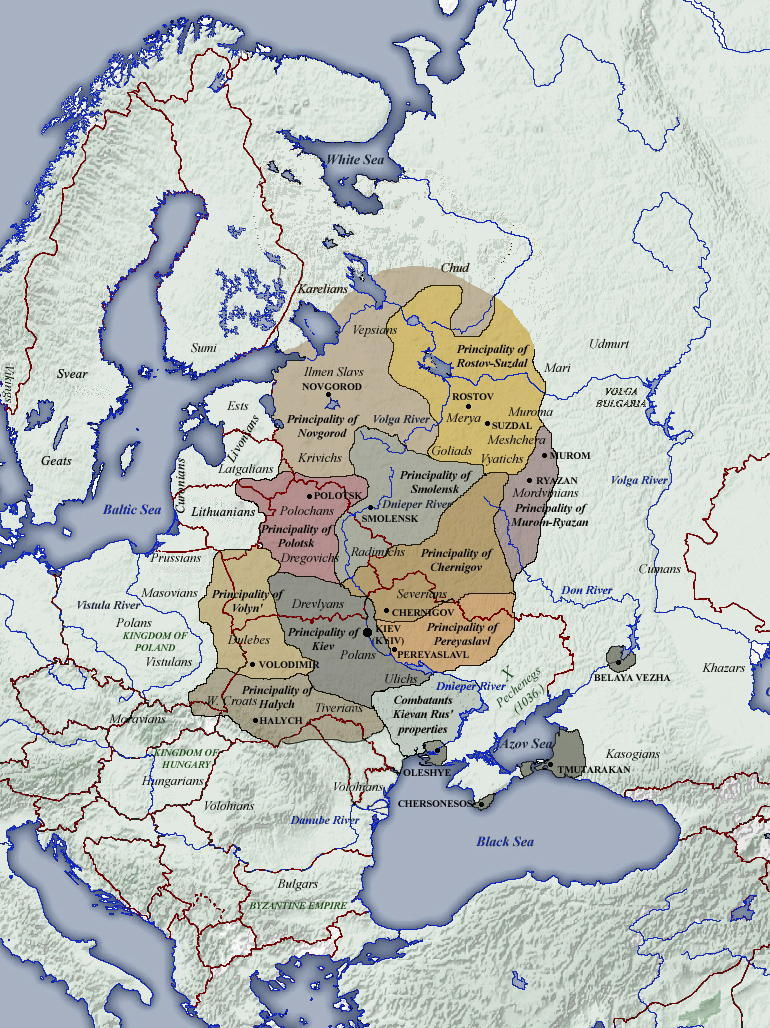
Principats del Rus de Kíev a la mort de Iaroslau I de Kíev en 1054).

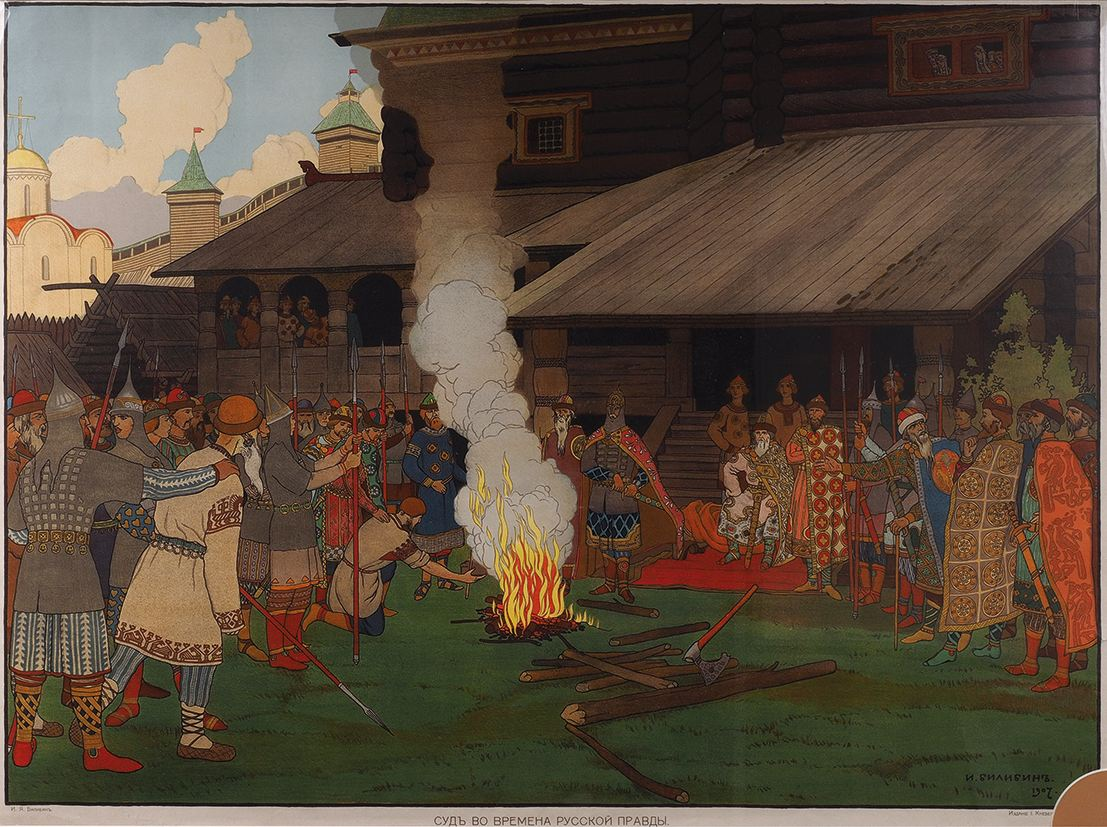
Impartint justícia al Principat de Kíev, per Ivan Bilibin

El principat de Kíev no va ser capaç de mantenir el seu estatus de potència pròspera i dominant, en part per l'aglutinament de dominis molt dispars regits per un clan. A mesura que els membres d'aquest clan van anar creixent en nombre, es van identificar amb interessos regionals més que amb un patrimoni comú més gran. Així, els prínceps es van enfrontar entre si, formant eventualment aliances amb grups externs com els polonesos o magiars. Durant el període 1054-1224, més de 64 principats van tenir una existència efímera, 293 prínceps van reivindicar drets successoris i les seves disputes van provocar 83 guerres civils.
Les croades van conduir a un canvi en les rutes comercials europees que va accelerar el declivi de Kíev. El 1204, les forces de la Quarta Croada saquejaren Constantinoble, i aconseguiren així la decadència de la ruta comercial del Dnièper. Amb el declivi, Kíev es va escindir en diversos principats i alguns grans centres regionals: Nóvgorod, Vladímir-Súzdal, Hàlitx, Polotsk, Smolensk, Txerníhiv i Pereiàslav. Els habitants d'aquests centres evolucionarien en tres nacionalitats: ucraïnesos al sud-est i sud-oest, belarussos al nord-oest i russos al nord i nord-est.

### República de Nóvgorod
Al nord, la República de Nóvgorod prosperava com a part del principat per la seva situació privilegiada per controlar les rutes comercials del Volga al mar Bàltic. Quan va decaure Kíev, Nóvgorod va començar a independitzar-se. Una oligarquia local governaria el territori, de manera que una assemblea local prenia les decisions governamentals, i elegia un príncep com a capitost de la ciutat. Nóvgorod s'assemblava, tant en la seva estructura política com en les seves activitats comercials, a una ciutat de la lliga Hanseàtica, l'aliança pròspera que va dominar el comerç de la regió bàltica entre els segles XIII i XVII.

### Nord-est
Al nord-est, els eslaus van colonitzar el territori que arribaria a dir-se Moscòvia, aliant-se i barrejant-se amb les tribus ugrofineses que ocupaven la zona. La ciutat de Rostov va ser un dels centres més antics del nord-est, encara que més tard seria suplantat inicialment per Súzdal i, després, per Vladímir, que arribaria a ser la capital del Principat de Vladímir-Súzdal. Les cròniques van registrar un gran trànsit migratori des de la regió de Kíev cap al nord, unes migracions que fugien de les contínues incursions de nòmades túrquics. A mesura que les terres del sud es van anar despoblant, i més boiars, nobles i artesans anaven arribant a la cort de Vladímir, el principat va començar a destacar com a potència dins dels dominis de Kíev.
El 1169, el príncep Andreu Bogoliubski de Vladímir-Súzdal va donar un cop dur al poder decadent de la Rus de Kíev quan els seus exèrcits van saquejar la capital. El príncep Andreu va instal·lar llavors en el poder el seu germà petit, que va governar breument a Kíev mentre Andrei continuava dominant les seves terres a Súzdal. Així, el centre del poder polític va començar a allunyar-se de Kíev a la segona meitat del segle xii. El 1299, com a resultat de la invasió mongola, el bisbe metropolità es va desplaçar de Kíev a Vladímir, i es va completar així la seva substitució com a centre religiós per les regions septentrionals.

### Sud-oest
Al sud-oest, el principat de Galítsia va establir relacions comercials amb els seus veïns polonesos, hongaresos i lituans, emergint com el successor en la zona de la Rus de Kíev. A principis del segle xiii, el príncep Roman Mstislàvitx va unir els dos principats prèviament separats, va conquerir Kíev i va assumir el títol de gran duc de la Rus de Kíev. El seu fill, el príncep Daniel, va ser el primer governant de Kíev a acceptar una corona del papa de Roma, la qual cosa implicava un trencament aparent amb Constantinoble.
Durant la Invasió mongola de Rússia, Batu Khan va conquerir Kíev el 17 de desembre de 1240, i va continuar avançant cap al centre d'Europa. L'11 de desembre de 1241 va morir Ogodei, provocant l'evacuació d'Hongria pels mongols, que l'hivern del 1242 a 1243, creuant Valàquia i Moldàvia, i Ucraïna van arribar a les seves bases del Volga.
Al començament del segle xiv, el patriarca de l'Església ortodoxa oriental a Constantinoble va garantir als governants de Galítsia-Volínia un bisbe metropolità per compensar el desplaçament de Kíev a Vladimir. Poc després, els líders lituans també van demanar i rebre un bisbe metropolità per a Novagrúdok.
Després de la batalla del riu Irpín de 1321, Volínia va caure en mans de Lituània, incloent Kiev, que havia estat conquerida per Gediminas el 1323 després d'un setge d'un mes, posant fi al govern de Rurikides a la ciutat. De 1349 a 1352, Casimir III de Polònia i el gran duc de Lituània Gediminas s'enfronten per apoderar-se del principat de Galítsia-Volínia. En 1352, Polònia i Lituània arriben a un acord sobre el repartiment de Galítsia-Volínia. Casimir III el Gran obté Galítsia (amb Lviv, Hàlitx, Chełm, Lutsk i Belz), Podíl·lia i una part de Volínia, i la resta de Volínia, incloent Kiev, i Podlàquia esdevenen lituanes, i els governants lituans van assumir llavors el títol sobre Rutenia. L'últim sobirà del principat de Galítsia-Volínia és Boleslas, futur Bolesław Jerzy de Mazovia, nebot de Lleó i fill de Trojden I. Aquest és enverinat en 1340.

## Declivi
L'estat va començar a declinar a la fi del segle xi i el segle xii, desintegrant-se en diverses potències regionals rivals i el col·lapse dels llaços comercials de Rus amb l'Imperi Romà d'Orient a causa del declivi de Constantinoble i la disminució de les rutes comercials pel seu territori.
La llarga i fracassada lluita contra els mongols, i l'oposició interna al príncep i la intervenció estrangera va debilitar el Principat de Galítsia-Volínia, i amb la fi de la branca Mstislavich de la Dinastia ruríkida a mitjan segle XIV, després de la batalla del riu Irpín de 1321, la resta de Volínia va caure en mans de Lituània, incloent Kiev, que havia estat conquerida per Gediminas el 1323 després d'un setge d'un mes, posant fi al govern de Rurikides a la ciutat. De 1349 a 1352, Casimir III de Polònia i el gran duc de Lituània Gediminas s'enfronten per apoderar-se del principat de Galítsia-Volínia. En 1352, Polònia i Lituània arriben a un acord sobre el repartiment de Galítsia-Volínia. Casimir III el Gran obté Galítsia (amb Lviv, Hàlitx, Chełm, Lutsk i Belz), Podíl·lia i una part de Volínia, i la resta de Volínia, incloent Kiev, i Podlàquia esdevenen lituanes, i els governants lituans van assumir llavors el títol sobre Rutenia. Quant als voivodats moldaus, formen el principat independent de Moldàvia en 1359. L'estat finalment va caure a la Invasió mongola de Rússia dels anys 1240.

## Divisions administratives de la Rus
- Terra de Nóvgorod, 862-1478 (territori aliat de la Rus de Kíev; des de 1136 República de Nóvgorod)
- Principat de Rostov-Suzdal (fins a 1125, Principat de Rostov, de 1155 en endavant, Principat de Vladímir-Súzdal);
- Principat de Polotsk (segle ix-segle xiv) (territori separatista, sobirania parcial de la Rus de Kíev);
  - Principat de Minsk;
- Principat de Smolensk (des de 1054);
- Principat de Pereiàslavl;
- Principat de Volyn;
- Principat de Kíev (1132-1199);
  - Principat de Galítsia-Volínia;
  - Principat de Turov i Pinsk;
- Principat de Txernígov;
  - Principat de Murom-Riazan (fins a 1078);
  - Principat de Nóvgorod-Siversk;
- Ciutat de Tmutarakan (des de 988 i fins a algun moment del segle xii);
- Belaia Veja (des de 965 i fins a algun moment del segle xii);
- Dependències meridionals (Oleixky, Nova Galitx, Peresetxen);
- Territoris drevlians (? -884) (annexionat a la Rus per Oleg); 912-946 (vassall de la Rus des 914; aixecament drevlià el 945);

## Llegat artístic del Principat de Kíev

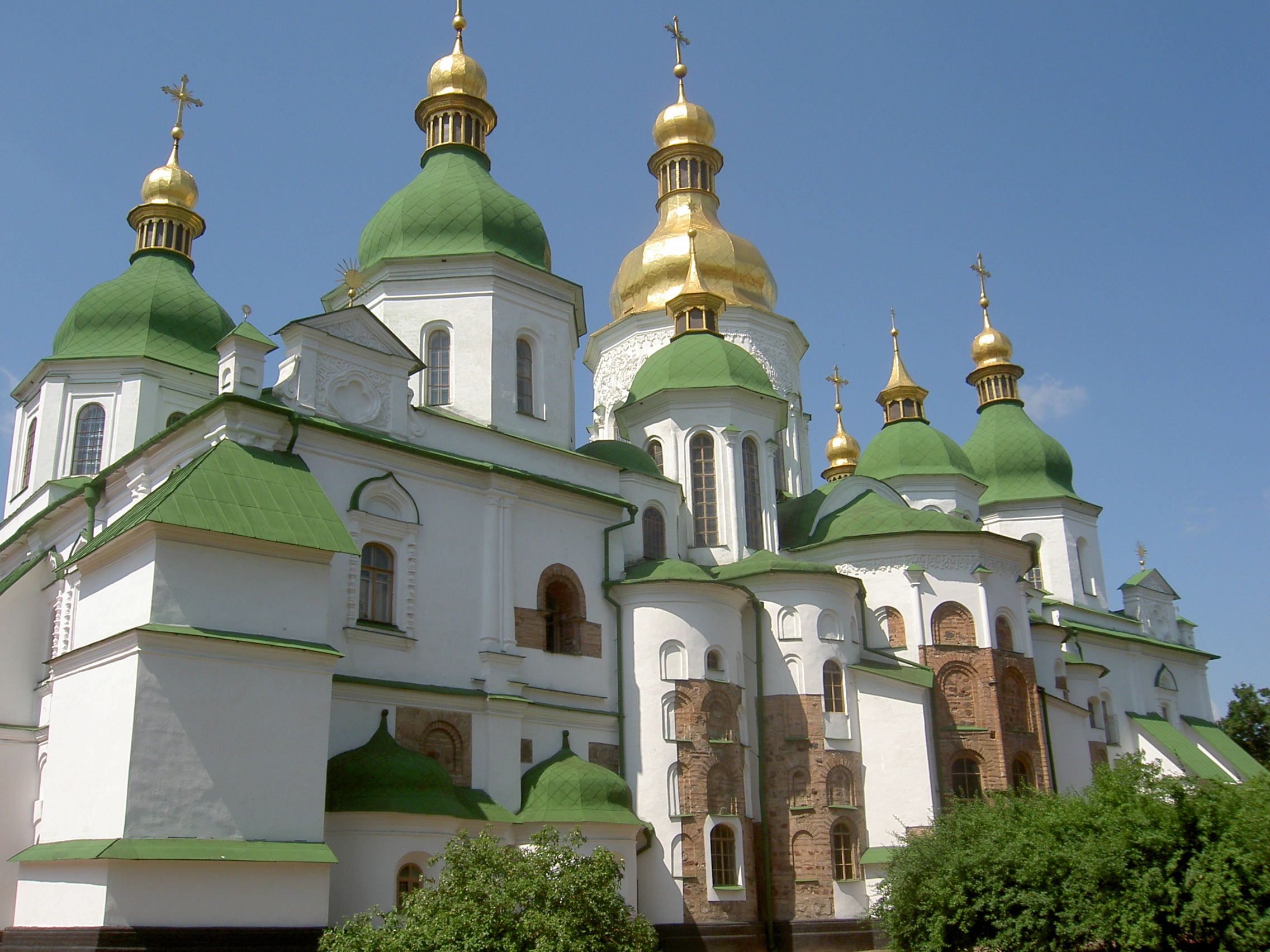
Catedral de Santa Sofia de Kíev

En la seva segona edat d'or, l'art romà d'Orient es va estendre a la zona russa d'Armènia. A Kíev, es construeix la catedral de Santa Sofia l'any 1017; seguint fidelment la influència de l'arquitectura de Constantinoble, es va estructurar en forma basilical de cinc naus acabades en absis. A Nóvgorod, s'aixequen les esglésies de Sant Jordi i de Santa Sofia, ambdues de planta central.

### Art
L'art de la Rus va ser, en cert sentit, la continuació de l'art romà d'Orient.

### Arquitectura

#### La catedral de l'Assumpció de la ciutat de Vladímir

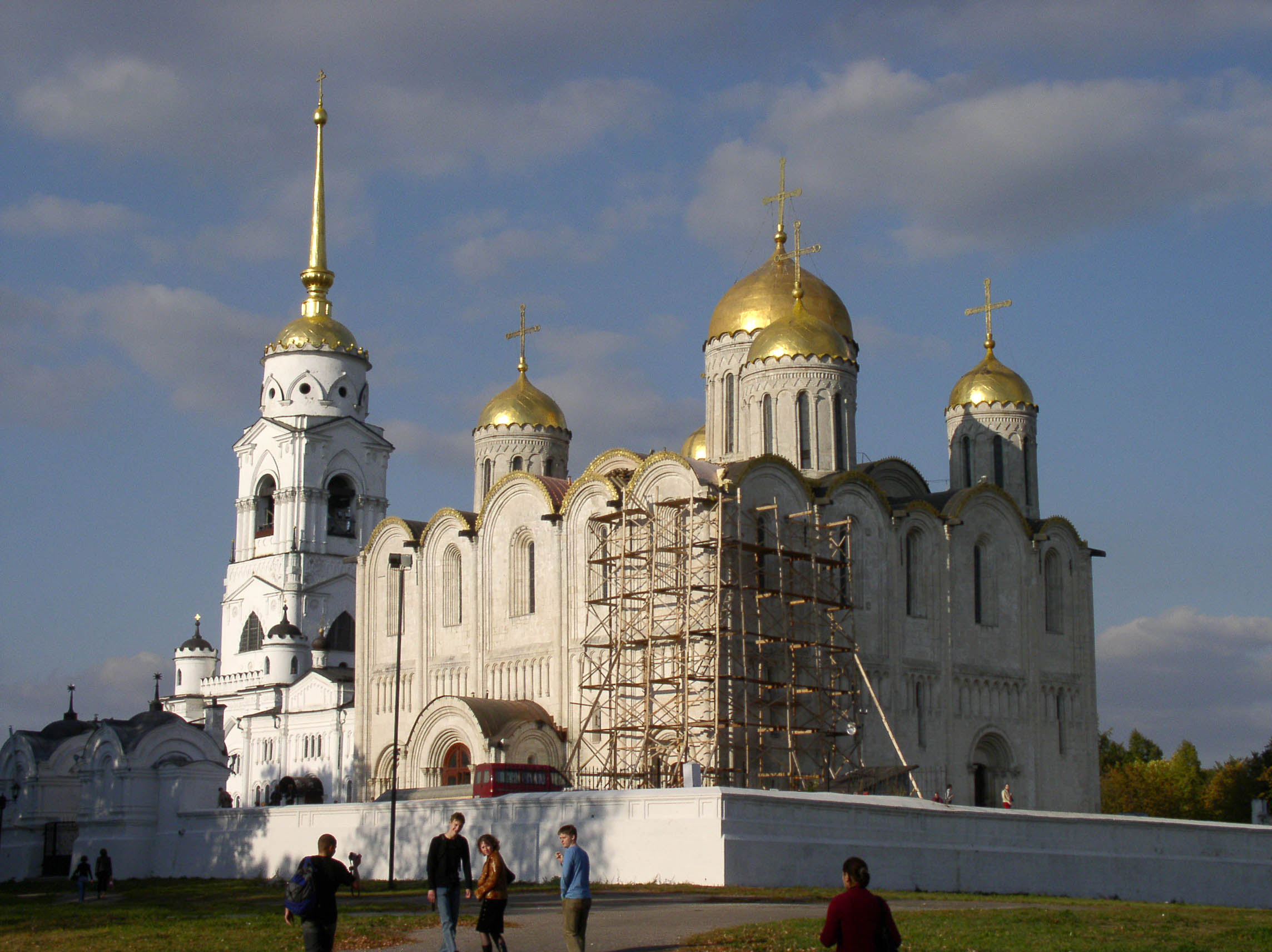
Catedral de l'Assumpció (Vladímir)

La catedral de l'Assumpció de la ciutat de Vladímir va ser una de les principals esglésies de la Rússia medieval als segles xiii i xiv. Forma part del Patrimoni de la Humanitat.
La catedral va ser encomanada per Andrei Bogolyubsky i dedicada a la verge Maria, a qui es va promoure com a santa patrona de Vladímir. Edificada entre els anys 1158 i 1160, va ser ampliada en el lapse de 1185-1189 per reflectir el prestigi de la ciutat. Amb una àrea de superfície de 1.178 m², va ser l'església russa més gran durant un període d'entre 300 a 400 anys.
Andrei Bogolyubsky, Vsevolod III Iurièvitx i altres governants del Principat de Vladímir-Súzdal, van ser sepultats a la cripta d'aquesta església. A diferència d'altres tants santuaris, la catedral va sobreviure a la gran devastació i incendi de Vladímir el 1239, quan les hordes mongoles de Batu Khan hi van fer acte de presència.
Els murs exteriors de l'església estan coberts amb gravats molt elaborats. L'interior va ser pintat al segle xii i repintat per Andrei Rublev i Daniïl Txyorny el 1408. La catedral de l'Assumpció va servir de model per a Aristòtil Fioravanti, quan va dissenyar la catedral de la Dormició al Kremlin de Moscou (1475-1479).

#### Catedral de Santa Sofia de Nóvgorod

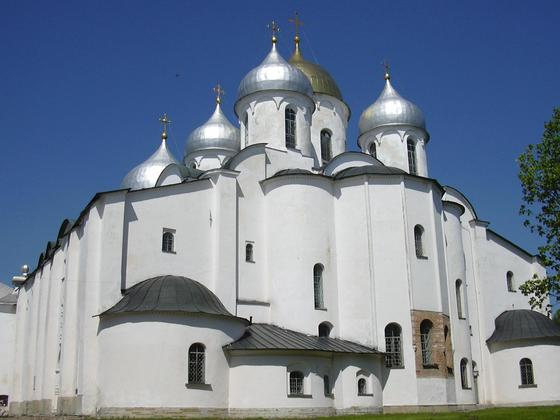
Catedral de Santa Sofia de Nóvgorod, mitjan

La catedral de Santa Sofia de Nóvgorod ('La sagrada saviesa de Déu') va ser construïda de 1045 a 1052 i és la catedral més antiga de tot Rússia.
La catedral de cinc cúpules de pedra va ser construïda per Vladímir de Nóvgorod en honor del seu pare, Iaroslau el Savi, com un signe de gratitud dels habitants de Nóvgorod per la seva ajuda en el conflicte de Iaroslau a la Rus de Kíev. Aquesta va reemplaçar una església més vella i de fusta de 13 cúpules construïda el 989.
Les cúpules van obtenir la seva forma de casc en la dècada de 1150, quan la catedral va ser restaurada després d'un incendi. L'interior va ser pintat en els segles xi i xii, però els frescos són difícils de veure a conseqüència dels freqüents incendis. En els anys 1850, parts de l'interior van ser repintades.
Del segle xii al xv, la catedral va ser el centre espiritual i cerimonial de la República de Nóvgorod.
Durant l'ocupació nazi de Nóvgorod, el Kremlin de Nóvgorod va ser greument danyat a causa de les batalles i l'abús nazi. Amb tot i això, la catedral ha sobreviscut. La gran creu en la cúpula principal va ser retirada per l'exèrcit espanyol (divisió blava). Durant 60 anys, va estar confinada al Museu de l'acadèmia militar d'enginyeria de Madrid, fins que el 16 de novembre de 2004 va ser retornada pel ministre de Defensa espanyol, José Bono a l'Església ortodoxa russa.

## Bandera

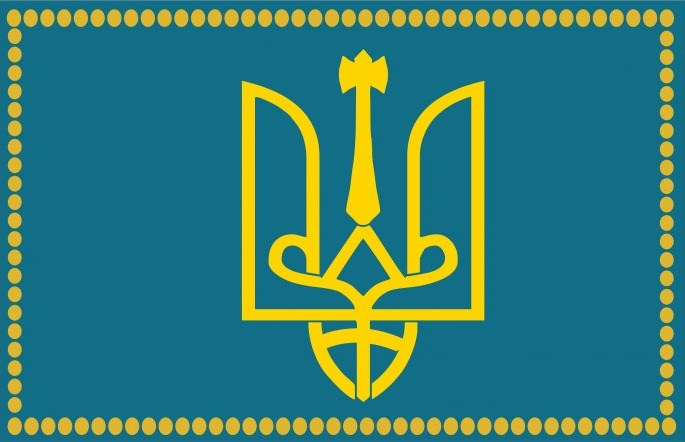
Possible bandera de la Rus